# ワイルドハント
ワイルドハント（英語: Wild Hunt、ドイツ語: Wild Jagd, Wildes Heer、フランス語: Chasse sauvage）は、ヨーロッパの大部分の地域に、古くから伝わる伝承である。
いずれの地域においても、伝説上の猟師の一団が、狩猟道具を携え、馬や猟犬と共に、空や大地を大挙して移動していくものであるといわれている。

## 概要

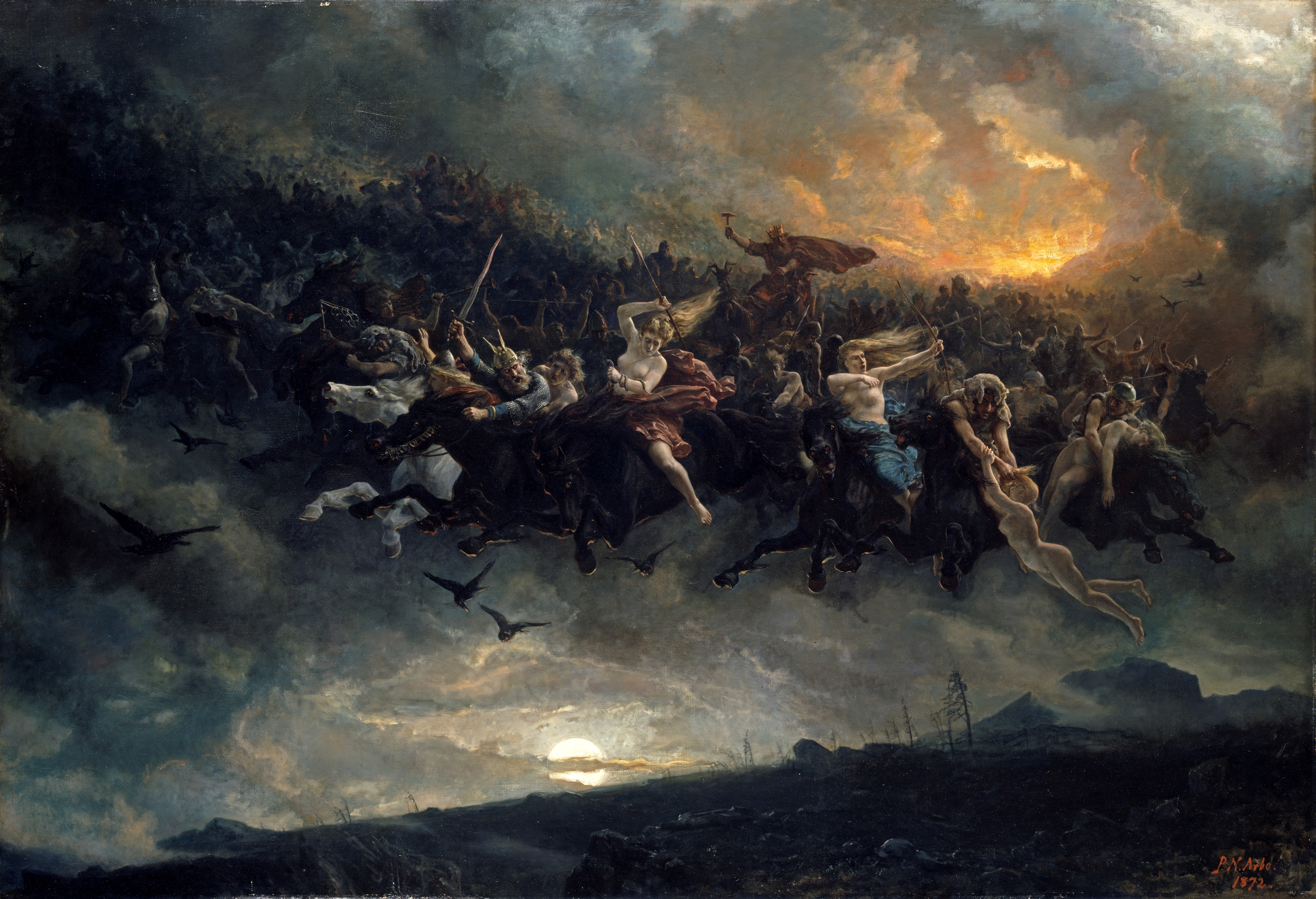
『ワイルドハント』ペーテル・ニコライ・アルボ作

猟師たちは死者あるいは妖精（民話の中で、死と関連する妖精）であり、猟師の頭領は亡霊、多神教の神、あるいは精霊（男女を問わない）、または歴史上や伝説上の人物であると言われる。例を挙げれば、東ゴート王テオドリック、デンマーク王ヴァルデマー4世、ウェールズで霊魂を冥界に導くとされるグウィン・アプ・ニーズ、または北欧神話の神オーディン、またアーサー王のこともある。
この狩猟団を目にすることは、戦争や疫病といった、大きな災いを呼び込むものだと考えられており、目撃した者は、死を免れなかった。他にも、狩猟団を妨害したり、追いかけたりした者は、彼らにさらわれて冥土へ連れていかれたといわれる。また、彼らの仲間に加わる夢を見ると、魂が肉体から引き離されるとも信じられていた。

## オーディンとの関連

### ハロウィーンからユールの時期

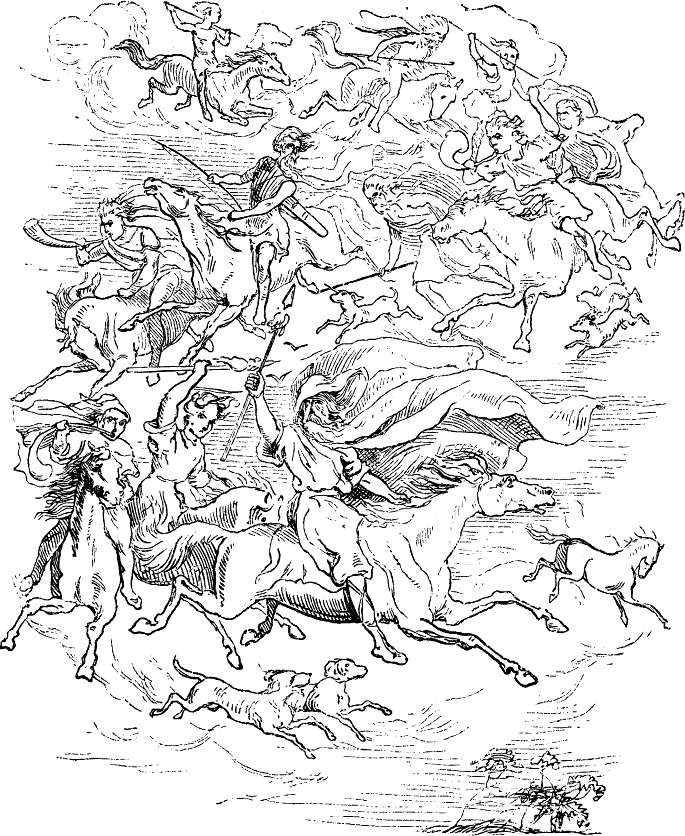
オーディンのワイルドハント ハーパーズ・ニュー・マンスリー・マガジン1873年1月号より

北欧神話ではオーディンの狩猟団とされており、「オーディンの渡り」とも呼ばれる。ワイルドハントが始まるのは10月31日で、翌年4月30日までは終わらないといわれた。この2つの日は特に大事である。10月31日、太陽は九つの世界へいき、精霊や妖怪がこの世を放浪するようになるからである。10月31日のサムハイン（サウィーン、ハロウィーン）は魔女の新年であり、現世と霊界の壁がいちばん薄くなる時期でもある。北欧神話では、サムハインは10月31日の9日前の夜から始まり、10月31日の9日後の夜に終わるが、31日当日が、壁が薄くなるピークである。また北半球の大部分では、ハロウィーンと共に、冬の季節が始まり、かつて多くのヨーロッパの人々は、影が長くなって火をともすこの時期は家にこもった。狩猟月の先端が暗闇に浮かぶと、嵐が吹き荒れる時期となり、アンシーリーコートの時期でもあり、ワイルドハントは暗い日、10月31日から冬至の休閑期に集中する。元々は、ユールと十二夜の間に、8本足のスレイプニルにまたがったオーディンが、魔物や精霊たちや遠吠えする犬を従えて、やってくるとされていた。オーディンが、スレイプニルにまたがって天に駆け出すと、雷のような音が轟き、風が吹きはじめ、やがて耳をつんざくような音へと変わる。他の悪魔や精霊の馬の蹄の音も、この音に加わり、犬たちも同様に、やはり耳をつんざくような吠え声を上げる。かつてのゲルマン世界で、クリスマス前後の、燻し十二夜の頃は雪嵐が多く、その嵐にオーディンの到来を人々は重ね合わせた。また、この頃祖先の霊が帰ってくるという言い伝えがあり、今も、特に北欧ではこの習慣が守られていて、故人の好んだ料理を作って並べ（ユール・ボード）、馬の手綱を解いて、故人の霊が乗れるようにしておくという。
冬の風が吹いて、ユールの火がともされる頃は、家の中にいるべきだ。

暗闇の小道からも、野生のヒースからも閉ざされていて安全だ。
ユールの夜にあてどもなくうろつく者は、樹上からのさらさらと言う音を耳にする。
それは風の音だろう、でも他の木はしんとしている。
でもその次に、犬の吠える声を聞こえる、軍団の首領が舞い降りてくる。

目から火を吹く黒い猟犬、黒い馬のいななき。—クエルドルフ・ハーゲン・グンダルソン、マウンテン・サンダー、(Towrie 2005)
ユールの間中、ワイルドハントの動きも最高潮に達し、死者がワイルドハントの一員となって現世をうろつく。リーダーであるオーディン、その後に、黒くて吠え続ける犬を連れて、狩りの角笛を吹きならす死んだ英雄たちが続く。オーディンの8本足の馬、スレイプニルのために、古代のゲルマンやノルマンの子供たちは、冬至の前の夜にブーツを暖炉のそばに置き、スレイプニルのために干し草と砂糖を入れ、オーディンはその見返りとして、子供たちに贈り物を置いていったという。現代では、スレイプニルは8頭のトナカイとなり、灰色の髭のオーディンは、キリスト教化により、聖ニコラウス、そして親切なサンタクロースとなったのである。ブーツ以外に靴下を置き、やはり中に、スレイプニルの食物や干し草を入れておくと、やはり、オーディンから、子供たちへのキャンディがその中に入っているといわれる。もし、戸外でワイルドハントに出逢った人は、心の純粋さと、このワイルドハントに象徴されるような恐ろしい光景に敬意を払えるか、一種の度胸試しがなされ、さらにユーモアのセンスが試される。もしそれに合格すれば、その人は靴を黄金で一杯にするか、食べ物と飲み物をもらって帰ることができる。しかし不運なことに合格しなかった場合、その人は、恐怖に満ちた夜の旅へ、生涯連れまわされることになる。ワイルドハントに命を奪われ、魂が、その後何年もこの軍団と共に空を駆け巡った者は、邪悪な者や嘘つきといわれるが、ユールの時期に、祖霊へのご馳走を怠ったからだとも広く伝えられる。かつては、死が間近な病人の場合、狩りに加われるように、部屋の窓が開けてあった。サンタクロースがワイルドハントに由来するというこれらの説は、ヘレーン・アデリーン・ガーバーらによって唱えられたものだが、史料による確認はなされていない。また、サンタクロース伝説の元になったミラのニコラオスの逸話は、ワイルドハントとはほど遠いものである。

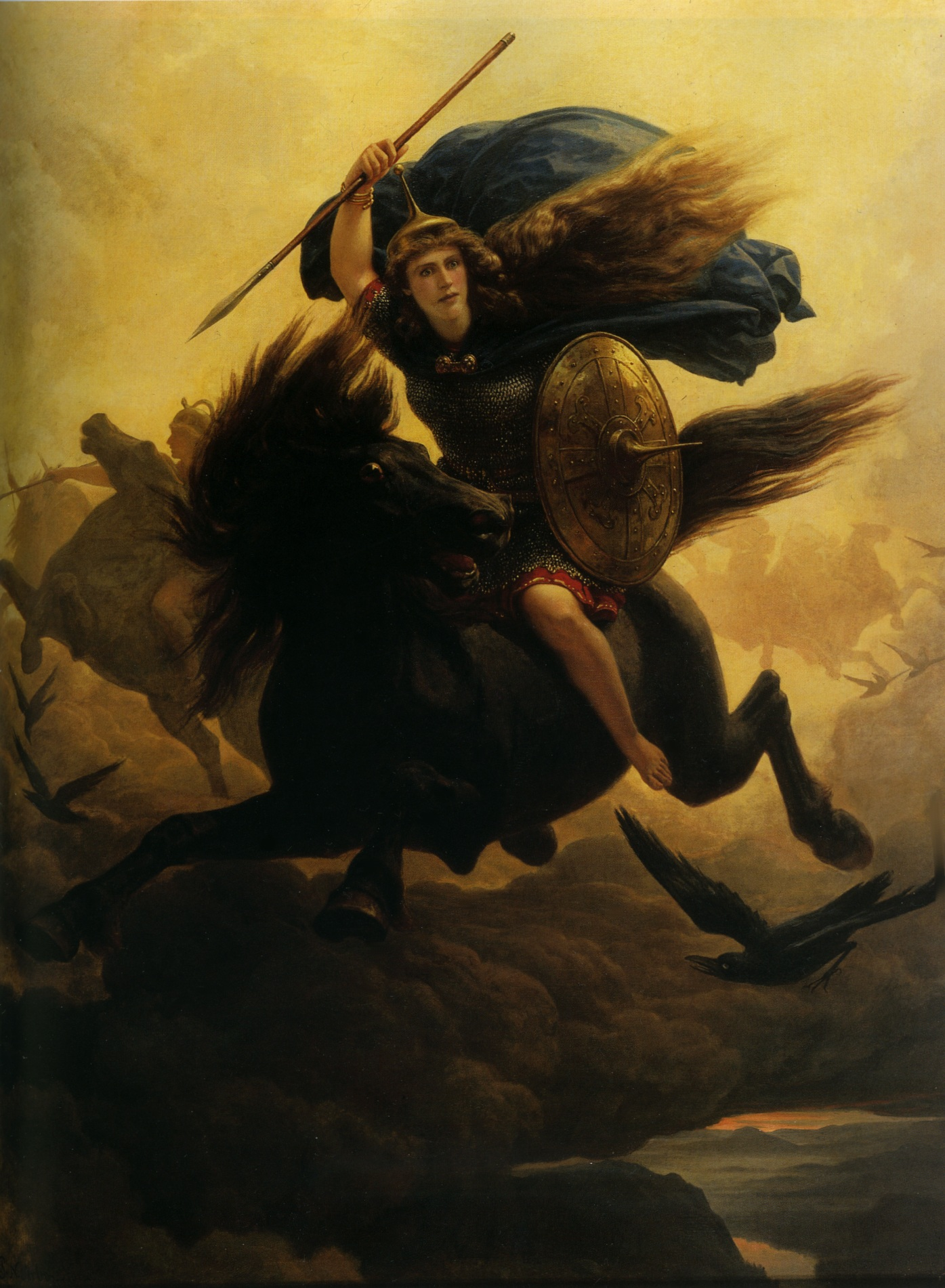
ワルキューレ アルボ作

### その他の時期
北欧では、夏至の前夜にもみられることがある。空で犬をけしかける声がして、地域によってはケルヌンノスに率いられている。夏至の夜はヨーロッパでは妖精の夜、魔女の夜でもある。リアノン・ライアルの著述には、『ウエスト・カントリー・ウィッカ』の中で、儀式を伴う魔女の集会は、イングランド西部で何世紀も続いているとある。ワイルドハントは、春分や秋分の頃にも出現する。これは、その季節の暴風と関係があるとされ、また、オーディン自身が死者の魂を運ぶ風とする説もある。また、オーディンがもたらす風が、翌年の豊穣を約束するともいわれた。

### 「オーディンの軍団」本来の姿
時が経つに連れ、オーディンの群れは魔物化していき、多くの精霊や妖怪、悪事を働いた者や非業の死を遂げた者をも引き連れた軍団へと変化していった。ワイルドハントに出逢ったら、通り過ぎるのを待つか、三つの十字架を前に並べるともいわれる。この三つの十字架には、キリスト教の影響が窺える。これは日本の百鬼夜行にも通ずるものがある。かつては物忌の象徴であったものが、いつの間にか恐ろしい物の怪の集団となっていったのである。また別の地域では、聖ニコラウスの日に、「オーディン（ヴォーダン）」をはじめとし、麦わらの妖精シャープ、さまざまな精霊や、化け物の格好をした人々の行列が練り歩く。先頭は道案内の神のエケハルトで、大天使のミヒャエルと共にサンクト・ニコラウスがやってくる。行列のさらに後ろからは、毛皮を着て、色とりどりの面をつけ、角を生やした鬼が続くと言われる。オーディンが引き連れているのは、ワルキューレという説もある。

## ヨーロッパ各地での伝承

### イングランドとウェールズ
多くの人々が、大勢の猟師たちが狩りをしているのを、目または耳にしていた。彼らは黒く、巨大で醜く、黒い馬または雄のヤギに乗っていた。彼らの連れていた犬は漆黒で、皿のような耳をしていて、恐ろしかった。ピーターバラのディアパークの、正のその空に見えた。その町からスタンフォードまで、森づたいに、その光景が見えていた。その夜修道士たちは、彼らが笛を吹いているのを耳にした。—著者不明、アングロサクソン年代記、a b Garmonsway, G.N., The Anglo-Saxon Chronicle, Dent, Dutton, 1972 & 1975, p. 258.

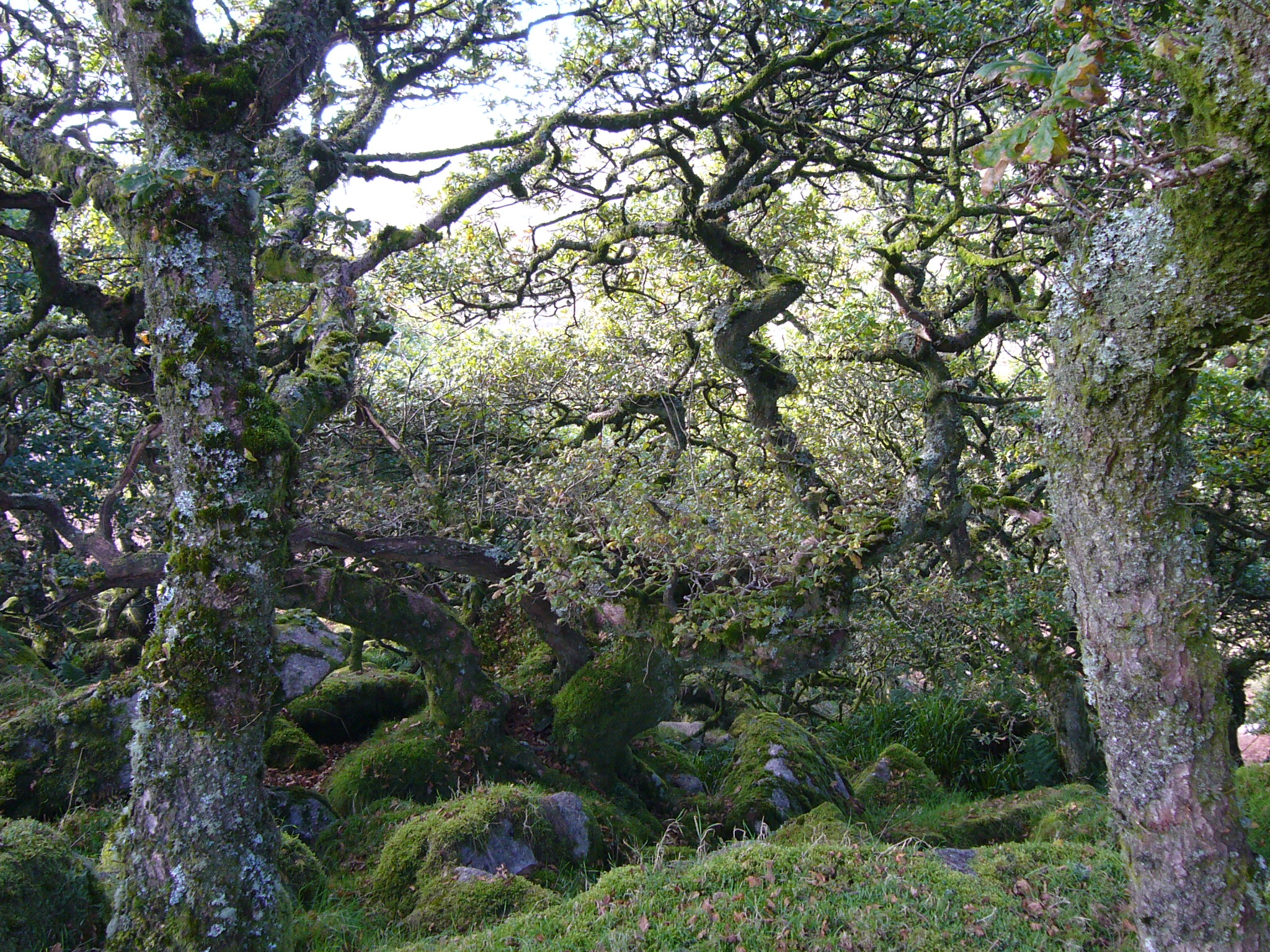
デボンのウィストマンウッドの森

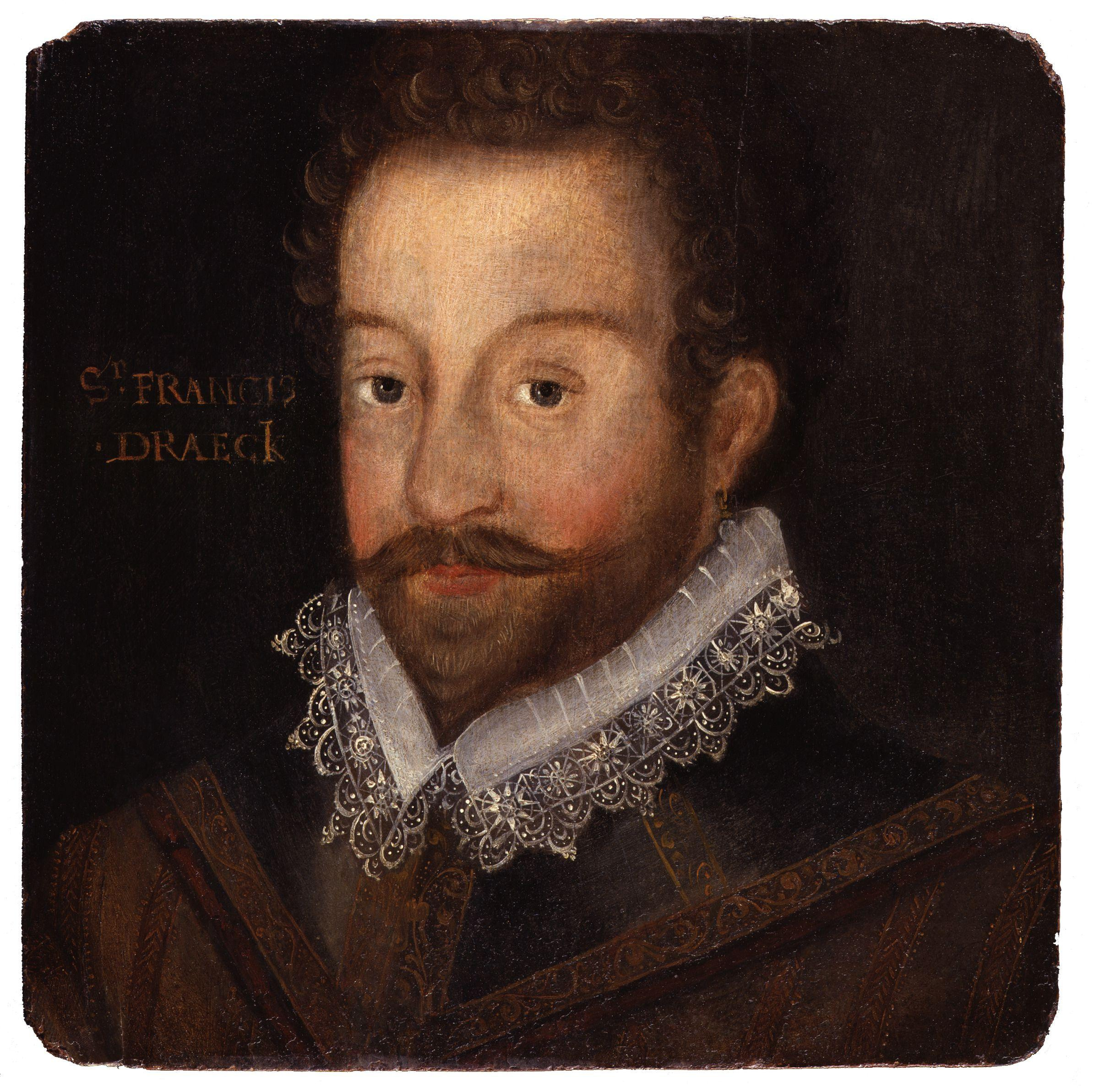
サー・フランシス・ドレイク

ワイルドハントは、時を経るに従って、オーディン以外の神や、民話の英雄が狩猟団の頭領となっていく。それはアーサー王であったり、ダートムアの民間伝承では、サー・フランシス・ドレイクであったりする。サマセットのキャドバリー城近くの古い道はキング・アーサー・レインと呼ばれており、19世紀の時点でも、風の強い冬の夜は、アーサー王が犬を連れてそこを疾駆するという話が信じられていた。英国のある場所では、この狩猟団は、宗教上の大罪を犯した者や、受洗していない者を追いかける地獄の猟犬であると言われている。デボンでは、イェス（ヒース）またはウィシュトハウンドと呼ばれ、コーンウォールではダンドーと犬たち、またはデビルとダンディードッグと呼ばれる。ウェールズではクンアンゥン（地獄の猟犬）、サマセットではガブリエル・ラチェッツまたはレチェッツ（犬）、デボンでは特に、ウィストマンウッドで見られ。、ウィストハウンドという名もある。このガブリエル・ラチェッツ（ラチェットは犬のこと）、またはガブリエルハウンズとは、古い表現で「死体」を意味する。セブンホイッスラーズ（夜の間中飛び回る七羽の鳥、恐らくは死んだ鉱夫や漁師の霊）と似通ったものがある。このセブンホイッスラーズの鳴き声は天災の前兆とされた。
古代ヨーロッパでは、犬は守護神であり、亡霊を食らうものだった。これは狼も同様だった。「肉が骨と切り離されるまでは、魂は来世で自由になれない」と信じられており、犬たちは肉体を食らってその人を自由にするとされた。サウスウォーウィックシャーでは、キリスト教が伝わる前の冬至の祭りでワイルドハントと共に見られた、お化けのような猟犬の一団は、ナイトハウンズやヘルハウンズ（正確には「ノルマンの女神のヘルハウンズ」）と呼ばれた。シャックまたはショックとも呼ばれたこれは、古代英語の悪魔（スクッカ）が起源と思われる。北欧神話のバーサーカーと狼は、いずれも死を表し、古代英語での狼（ウルヴズ）は、放浪者や犯罪者のような「社会的に死んだ者」と同義であり、彼らがワイルドハントの一因となっている理由とされる。
ワイルドハントの後に、暖炉のそばに小さな黒い犬がいたら、見つけた人が、その後1年世話をし、労わらなければならない。きちんと世話をしないと、悲惨な結末が待ち受けている。また、夜に黒い犬を見るのは、間近な死の前兆とされた。
イングランドで主にワイルドハントの首領と考えられるのは、イングランド オーディン、オーディンの一形態であるヘルラサクソンの富豪でノルマンに盾突いたエドリック、アーサー王、サー・フランシス・ドレーク、ダラム地方ではイェスまたはウィッシュハウンドなどである。ヘルラ（ハーン）は頭に雄鹿の頭蓋骨と角を飾り、体中から燐光を放って、冬の真夜中ウィンザーの森に現れる精霊で、不吉の前兆とされる。ウィリアム・シェイクスピアの『ウィンザーの陽気な女房たち』には、このヘルラが登場する。ヘルラに関しての、12世紀のウォルター・マップの次のような文章もある。
ヘルラ王の一族は、ヘンリー2世の治世の最初の年に、ウェールズとヘレフォードの境界地方で目撃された。

昼間のことで、我々と同じように馬車に乗って、馬に荷物を載せ、馬の荷鞍に荷籠、鷹に猟犬、そして男女が集まっていた。
この一行を最初に見た者は、国を挙げて彼らを敵に回しラッパを吹いて、叫びをあげた。
なぜなら彼らは、話しかけるための言葉をひねり出せない。
武器を突きつけ、彼らに答えさせようとしたが、彼らは宙に浮かんですぐさま消えてしまった。
—クエルドルフ・ハーゲン・グンダルソン、マウンテン・サンダー、(Towrie 2005)
ウェールズでは、グウィン・アプ・ニーズのほかに、マリュティノス（マチルダ・オブ・ザ・ナイトまたはナイト・マリュト）の伝承もある。マリュティノスは、かつては不信心な貴婦人で、狩りが大好きで、「天国に狩りがないのなら、行かない方がいいわ」と口にしてしまったため、死後はその望み通りになり、暴れ馬に乗って、アラウンと共に、泣きわめくような声を上げながら、クリスマスや大晦日に、アヌンウンの犬の亡霊を走らせるという。この犬は、ガブリエル・ラチェッツと同じ犬ともいわれる。
グウィン・アプ・ノーズはウェールズの五月祭（カランマイ）に現れる。

### ドイツ

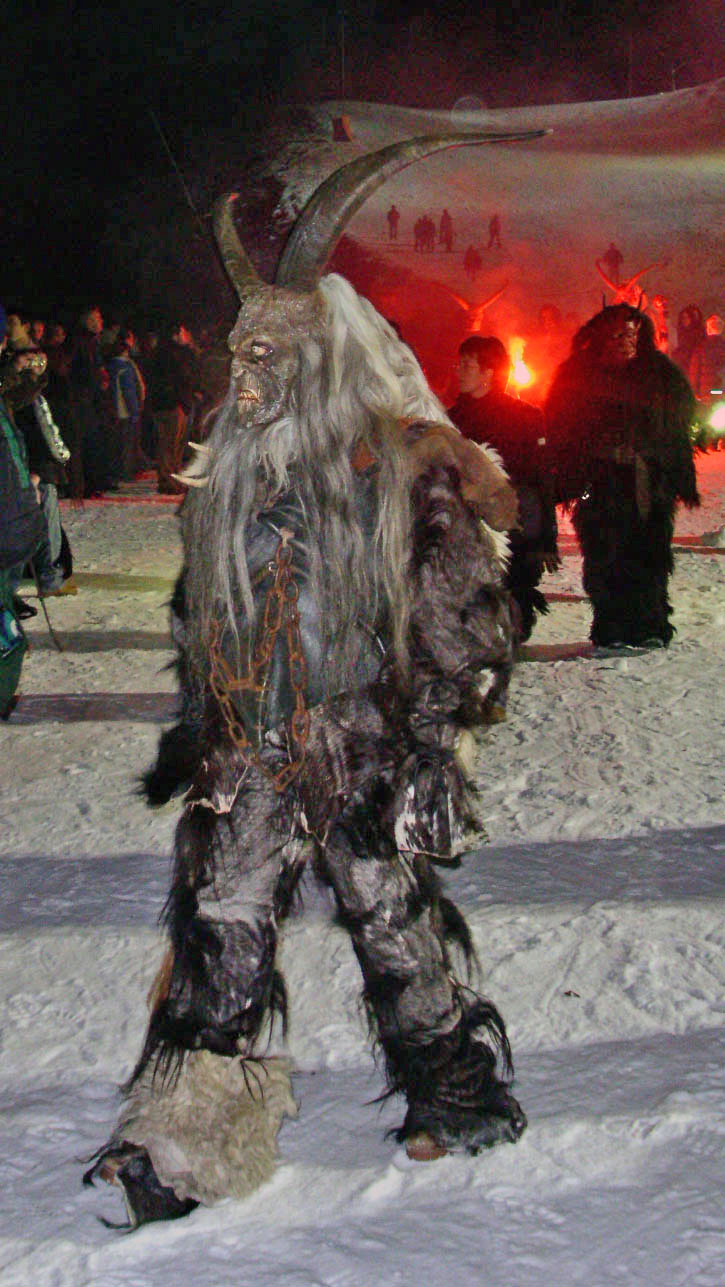
ペルヒタ

時に、狩猟団がドラゴンや悪魔を連れているという話がある。猟師たちは馬、または馬車に乗っている場合が多く、何頭かの犬を引き連れている。特に若い女性は、罪があろうとなかろうと、彼らの獲物となる。この話の多くは、ワイルドハントに出くわして難を逃れた人々によるもので、もし彼らの道を塞ぐようなことをすれば罰せられ、もし彼らの手助けをすれば、金や黄金、あるいは、かなり高い確率で、死者や死んだ動物の脚が与えられる。この人間や動物たちは、呪われて逃れられなかった者たちである。
この場合、その人は聖職者や魔術師に頼んでワイルドハントを撃退してもらうか、塩をねだって、脚を取り戻させるように仕向ける。ワイルドハントは塩を渡すことができないからである。多くの場合、狩猟団が通過する間、道の中央より右側にいた人は安全だと言われる。ドイツでは、ヴォーダン（オーディン）、ベルヒトルト、ディートリッヒ・フォン・ベルン、ホルタ、ペルヒタ、ビルデヒャイト、ローデンシュタインとハンス・フォン・ハッケルベルクの従者（2人とも安息日を破った罪人）、レイジングホストまたはフュリアスホスト、レッドベアードなどが首領とされている。
ザクセンの神話では、オーディン、またはヴォータンは、戦死した兵士をワルハラに連れていき、蘇らせてからエインヘリャルを編成した。毎日兵士たちは戦死し、夜に蘇って、酒宴を楽しんだ。
ザクセンには次のような伝説もある。ある王子が、少年を切り裂いた。少年はヤナギの皮をはいで笛を作った。王子は少年が木を傷つけたため、罰を与えたのである。王子は少年の腸をヤナギの周囲に巻き付けた。また、鹿を狩った農奴にも残酷な刑を科した。
王子は狩りの途中、カバノキに激突して死に、永遠に狩りをすることになった。この王子の集団は、十字路では転落し、また広い通りを避ける。また、1123年、このザクセンのヴォルムスの司教管区の住民たちは、毎晩のように、大勢の武装した騎士たちが隊列を組んで山から下りてきて、また山に引き返すのを目撃していた。
彼らの前に十字架を押しやって、そのうちの一人に尋ねたところ、彼らは実は皆死んでいるのだと答えた。
この騎士たちは、戦死した者の魂だったのである。オーストリアの民族学者であるアレクサンダー・スラヴィクは、ワイルドハントが「来訪する死者」「来訪する亡くなった隣人」への昔からの信仰を示唆する、と考えた。
ワイルドハントを率いるといわれる、ハンス・フォン・ハケルンベルク（ハッケルベルク）という人物は1521年または1581年に没したといわれる。
後世の民話では、ハケルンベルクは猪を殺したが、牙で脚を負傷し、毒が回って死んだ。彼は、死んでから天国へ行くことは望まない、代わりに狩りをさせてくれるように望んだ。
彼の願いは聞き届けられ、あるいは呪われ、夜空で狩りをすることになった。この話のもう一つ別の形として、生前の罪の罰として軍団を率いるようになったというのもある。この話には、もっと昔のものではないかとも思われる。また、ハッケンベルクとは、単に、古代サクソン（ザクセン）語で、ボーダン（オーディン）のあだ名であるハコルベランドがなまったものだともいわれている。
グリム兄弟は、「怒れる軍団」（ワイルドハント）は、オーディンの軍に起源があるとしている。

### フランス
1133年のノルマンディーの聖職者、オルデリック・ヴィタリスによると、1091年の1月1日、亡霊たちからの伝言を依頼された聖職者のボンヌヴァル・ウォルシュランは、彼らを無視し、乗り手のいない馬を一頭盗もうとした。しかし赤く焼けた手綱と、盗みで彼を取り押さえた騎士の手で焼かれてしまう。ウォルシュランは兄弟のとりなしで難をのがれたが、死んでからは、ワイルドハントに加わったと言う。
パリ近くのフォンテーヌブローの森には、ル・グラン・ヴェヌール（大頭領）がいて、森の中を風が吹けば、ル・グラン・ヴェヌールが現れたといわれる。
ドイツに近いアルザスの住人であるジャン・ガイレ・カイゼルベールは、1516年に、ワイルドハントについて次のように書いている。「神の決断が下される前に世を去ったものは、ワイルドハントの一員となる。彼らは、突き刺されたり、吊るされたり、水におぼれたりして死に至ったもので、神の決断が来るまで、死後もこの世に留まっているのである」
フランスでは、ワイルドハントを率いるのは、必ずしもオーディンや、シャッセマカベイ、シャッセアルトゥ、そしてメスネデレキン（死の女神エル）だけではなく、アルザスではホレのおばさんやペルヒタのこともある。また、ワイルドハントが、大人にならないうちに死んだ子供たちの集団である場合もある。これは子供だけが見ることができるが、これを見た子供たちに危害は加えられず、ワイルドハントの一員として引き込まれることもない。むしろ、この集団を率いるホレおばさんは、子供たちに贈り物（しばしば小さな食物）をくれ、これが、アルザスのクリスマスイブに、子供たちにプレゼントをくれる、白いドレスの女性、クリストキントの発祥になったといわれている。（現代のサンタクロースとは別物である）
20世紀の始め、アルザスには、冬至の近くに、仮面を付けて幽霊や動物に扮し、できるだけ大きな音を立てて歩く祭があった。彼らは村中を歩き、特に、その年死者が出た家からは、なかなか離れようとしなかった。夜には、オーディンの戦場でよみがえった戦士に扮したダンサーによる饗宴があり、その時に祭の王が選ばれた。
また、「提督の狩猟」という、クリスマスの時期の恐怖話（プレ）もある。フランス海軍提督で、サン＝ジャン＝ローヌ付近のフランソに領地を持つシャルニ伯フィリップ・ド・シャボは、非回心の狩人と呼ばれ、1541年、領地に近いジュラの付近にオオカミが沢山出るということで、クリスマスイブの礼拝をすっぽかして狩猟に行こうとするが、夫人に促され、教会に出かけた。しかし、ミサのさなかに、伯爵領にオオカミが出たとの連絡が入り、そのまま、連絡に来た貴族と共に教会を出ていった。その後、教会の中にフクロウが降りてきてろうそくの火が消えたり、クモが降りてきたりで、人々を不安に陥れる。その後、遠くで狩猟の音が聞こえる中を、夫人や子供たち、召使たちは城に戻るが、夜が明けて狩猟の音がやんでも、提督は2度と戻らなかった。その後、この地域では、イブのミサが始まるころ、狩猟の音が聞こえるという。このシャルニ伯フィリップ・ド・シャボはほぼ同時代に実在し、この話とは違った運命をたどる。（en:Philippe de Chabot）

### オークニー諸島

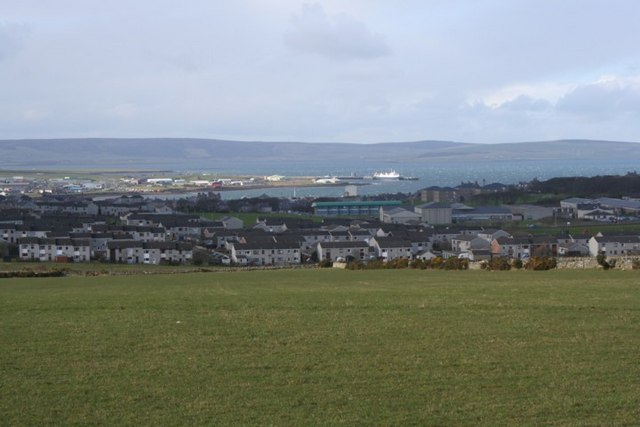
オークニー諸島の中心都市カークウォール

オークニーにも、ワイルドハントの伝説が残っている。妖精やトロールが、時折り、夜中に白馬や雑草でできた馬に乗り、空を飛ぶと言われる。盗んだ雌牛に乗っているともいわれる。ヨーロッパ中で、ワイルドハントはいろんな時期に現れるが、ユールの時期が最も一般的だといわれる。この時期は、超自然的な存在が現世を訪れる時期で、特に死者の霊が家に帰るのを許される時期でもある。この考えが、ワイルドハントは死者の集まりということになり、オークニーでもそれが当てはまる。オークニーのトロールは元々は生霊、あるいは幽霊と考えられていた。そしてユールや、ハロウィンや大晦日に悪さをするのである。

### スウェーデン
北欧では、オーディンのワイルドハントは、耳にはしても、めったに見られない。典型的なものとしては、オーディンの2頭の犬が、1頭は騒がしく、1頭は弱々しく吠えるということである。この吠える声は、誰にでも聞き分けられる。多くの地域では、この声が聞こえると、天候が変わると言われているが、戦争や社会不安の前兆の場合もある。幾つかの報告によると、静かな森で、犬が鼻を鳴らす音と吠える声だけが聞こえたという。
スウェーデンでは、特にイェータランドにこの伝承が広まっている。ここは、古くからオーディン信仰があった地域でもある。民間伝承のオーディンは、神話で見せる姿とは違い、外部からの影響が大きいのは特筆すべきことである。キリスト教以前の時代から今に至るまで、オーディン信仰は、人びとの信心に強い影響を与えている。

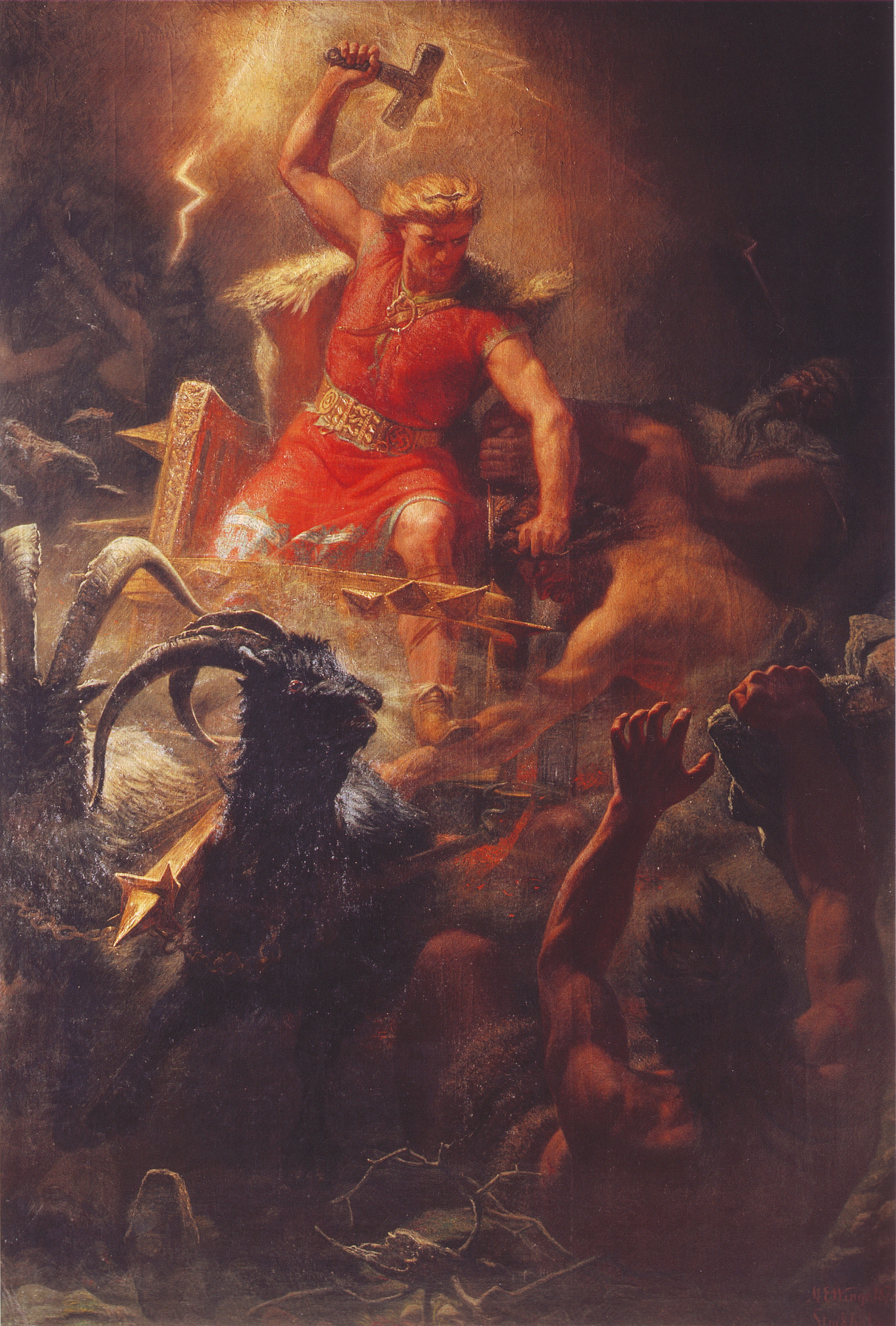
黒ヤギが引くトールの馬車

ワイルドハントは、古代ゲルマン信仰が発祥なのは明らかである。近年のオーディンの伝承が、オーディン自身と彼の神性とを結びつけようとしないのは、注目されるべきである。何世紀もにわたり、オーディンはエウヘメロスの説に基づいて、伝説の人物であり、悪魔のように恐ろしく、危険な存在とされてきたが、北欧神話の主神とのはっきりした関連付けは見られなかった。スウェーデン西部、また東部でも、オーディンは貴族であり王ですらあった。日曜日にも狩りをし、そのため、この世の終わりまで、超自然的なものを追い詰め、狩ることを運命づけられたのだと言い伝えられている。
オーディンは、馬ではなく、やはり北欧神話に登場するトールが乗っているような馬車で駆け回っているともいわれている。オーディンが現れるという地域には、それぞれの伝説があるようで、オーランドのガルドローサでは、オーディンが、険しい岩山に馬を繋ぎ、馬が繋がれた綱を強く引っ張ったところ、岩山は粉々に砕け、そして馬も地上に落ちて、底なし沼ができたと言われる。スモーランドのある地域では、犬たちが疲れてくると、オーディンは大きな鳥たちを使って狩りをしたという話がある。その鳥は、スズメの群れを変身させたものであるという。また、かつて通った道に家が建っていれば、その家は燃やされてしまう。またある伝説によれば、雄牛にくびきを付けている時は、オーディンは狩りをしないといい、オーディンが狩りをしているときは、地面に身を投げ出して、悪いことをされないようにするのが一番いいやり方だという。
スモーランドのアルグールトでは、クリスマスに教会に行く時は、パンをひとかけらと金属を一片持っていくのが一番良いといわれ、もしつばの広い帽子を被った狩人に出会った場合、自分の前に金属を投げる、しかし犬に最初に出会った場合は、その代わりにパンを投げるのがいいとされる。

### ノルウェー
ノルウェーではオスコレイと呼ばれる。20世紀初頭まで、ノルウェーの若者は、冬至にワイルドハントの再演を行っていた。扮装した若者たちは、伝統行事を破壊する、大抵はビールや穀物を盗む人々に罰を与えた。この若者たちに食べ物や飲み物を与えると、繁栄がもたらされると言われた。

### その他

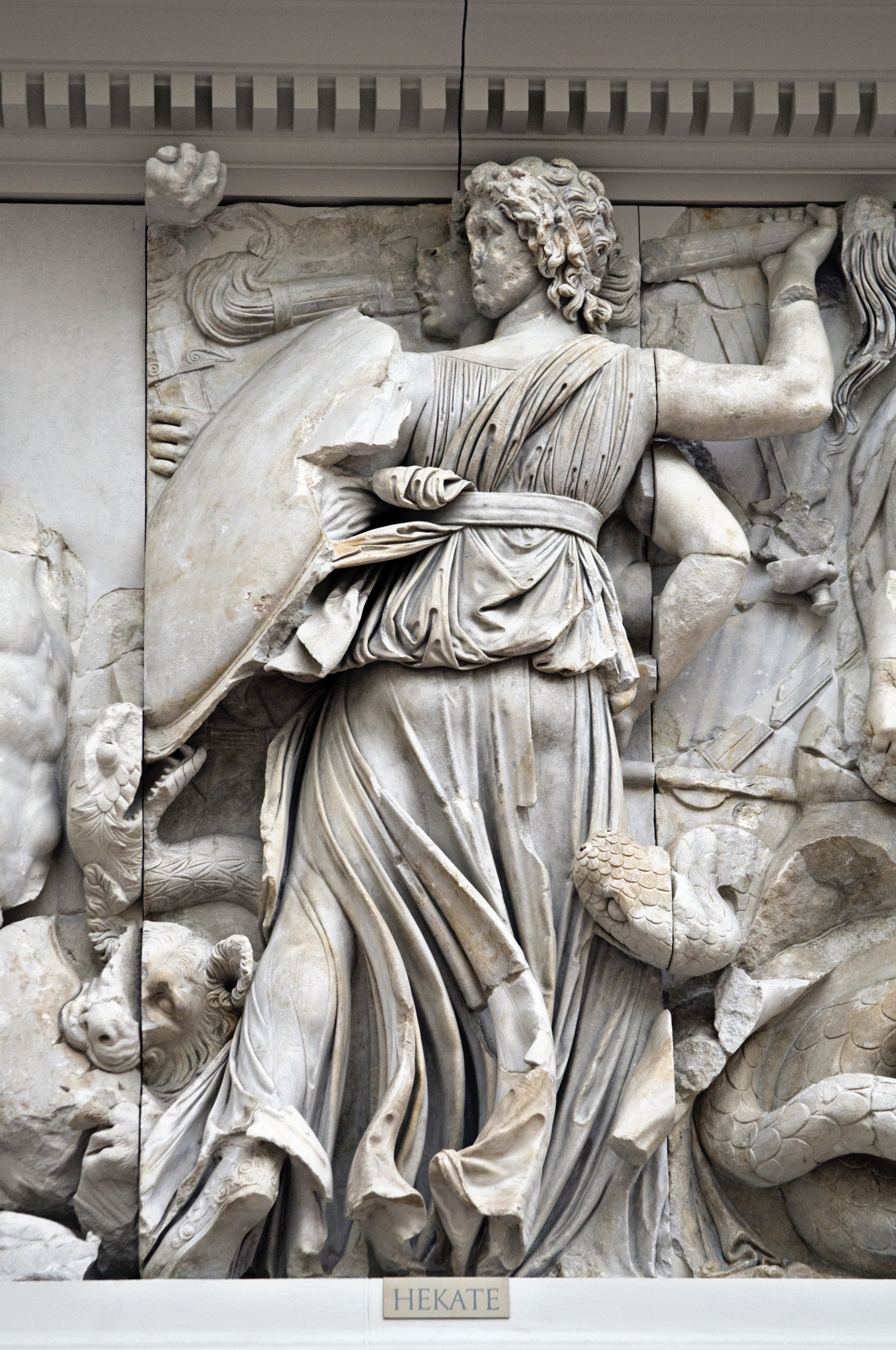
女神ヘカテー

カタルーニャ州リポイの貴族、アラナウ伯爵はその残忍さ、とりわけ神父への残忍さで知られ、その祟りとして、田舎を、火を吹く黒い「地獄の乗馬」に乗って、獰猛な地獄の猟犬と走り回ることになった。イタリアでは、ヘロディアス、のちのストレゲリアのアラディアの伝承がある。イタリアの魔女を引き連れて、海で邪悪な水兵を狩る。
ギリシャ神話のヘカテーは、月の出ない夜に、遠吠えをする不気味な犬の一団を連れて放浪する。ヘカテーも、元々はワイルドハントのリーダーと考えられており、他にもテュンリドル（妖婆ハッグの乗り手たち）、ガンドライド（魔女の騎行）という名もあって、女性が率いるものであったともいわれる。
デンマークでは、首領としてホルガー・ダンスク、ポーランドではヤドヴィガ女王、セルビアではマルコ王子の名が挙げられる。
中央ヨーロッパでは、ワイルドハントをよけるため、肉を沢山いれた木の容器を、家の正面の木の上に置く。
また、マレー半島、イロコイ族にも似た伝説がある。

## 分類

### 頭領
- イタリア、ロンバルディア州 - テオドリック、la Dona del Zöch[35]
- イングランド - オーディン[36]、Herla[37]、Eadric the Wild[38]
- ドイツ - オーディン、Berchtold、テオドリック、ホレのおばさん（ホルダ）、ペルヒタ、 Wildes Gjait、Hanns von HackelbergとRodensteinの従者[39], テュルスト
- フランス、ブルターニュ地方 - アーサー王[40],ヘリワード・ザ・ウェイク
- フランス - アーサー王、Herne the Hunter,Guthlac of Crowland
- スペイン、カタルーニャ州 - アルナウ伯爵（el comte Arnau）

その他の地域の例
- ヴァルデマー4世
- カイン
- ガブリエル
- ヘロデ・アンティパス
- Gwyn ap Nudd
- クネヒト・ループレヒト

### メンバー
- 輝く馬車、燃える馬車
- 首のない騎士
- 空を飛ぶ兵士・騎士・騎馬・馬車
- 人外（悪魔、ドラゴン、天使、幽霊、精霊、豚、犬…）

### 類似の例
Cŵn Annwn
ウェールズの神話。異界アンヌンの王アラウンのワイルドハント
Mallt-y-Nos
クロウンが「天国に狩りがなければ、行きたくない！」と言った結果、異界アンヌンの王アラウンと共に永遠に狩りを強制されている。
シュヌグーダ（la chenegouda）
スイスのヴァレー州に伝わる集団幻聴。各村で話が異なり。「冬の夜暴れる悪意のある騒々しい悪霊の集団」「鈴、鎖、鎌、シャベル、大きな叫び声などの混じったもの」などがある。
ムオーデル（綴り字不明、英語・ドイツ語資料確認できず）
日本の書籍で、以下のように紹介された。
「ドイツ、(別資料ではオーストラリア)に伝わる伝説の幽霊の軍勢である。夜になると、四辻を地面から数10cm浮かんで飛んでいく軍勢の姿が見えるという。この時、物凄い叫び声や吼え声、浮かんでいるのにもかかわらず轍の響きまで聞こえる。ムオーデルの先頭では、白馬に乗った男が角笛を吹きながら「そこを退け、そこを退け、退かぬ者は危ないぞ!!」と警告を発する。軍勢は、徒歩や騎馬だけでなく、炎の馬車や黒い馬車に乗って現れる。
年寄りの言い伝えには、ムオーデルの軍勢に出会った場合は、近くにある十字架にしがみつき、目を閉じていることと伝えられる。そうすれば軍勢は何もしないで通り過ぎる。また、近くに十字架がない場合、両足を閉じ、両腕で十字架の形を作り寝ることとされている。」
また名著普及会刊『オーストリアの伝説』によれば、｢フルトシテッテンへ行く途中｣の「イジンゲンの人」が遭遇したといい、この物凄い軍勢に会ったら、目を閉じて十字架へしがみつかないと失明する、とある。また同書には、「徒歩や馬ばかりではなく、火の馬車や黒い馬に野って移動する　フリードリッヒ・ランケ｣という記述がある。
オーディン（ Woden ）を読み間違えたか変形させて（ Moder とか）としているのだろうが、日本語の、世界神話伝説体系25『オーストリアの伝説』、山北篤、佐藤俊之監修『悪魔事典』にローマ字の表記がない上ドイツ語や英語などの資料では発見できず。

## 文化
音楽作品
- カール・マリア・フォン・ウェーバー 『魔弾の射手』
- フランツ・リスト 『超絶技巧練習曲』（別名がWilde Jagd、ドイツ語でワイルドハント）
- アーノルト・シェーンベルク 『グレの歌』
- スタン・ジョーンズ 『ゴースト・ライダーズ・イン・ザ・スカイ』
- ジム・モリソン『ライダーズ・オン・ザ・ストーム』
- セリオン Vovin
- Aes Dana Las Chasse Sauvage（フランス語でワイルドハント）
- トーレスト・マン・オン・アース 『ワイルドハント (The Wild Hunt)』日本でのデビューアルバム
- Omnia Crone of War
- Heidevolk （バイキングメタルバンド） Walhalla Wacht
- Steve Von Till, If I should Fall to the Field （ニューロシスのメンバーの2ndソロアルバム）

ゲーム作品
- ウィッチャー3 ワイルドハント ポーランドの小説を原作とするゲーム